# Jack Goohsen
Jack Goohsen (né le 7 novembre 1942) est un fermier et un homme politique provincial canadien de la Saskatchewan. Il représente la circonscription de Maple Creek et ensuite de Cypress Hills à titre de député du Parti progressiste-conservateur de la Saskatchewan de 1991 à sa démission en 1999.

## Biographie
Né à Gull Lake en Saskatchewan, Goohsen étudie le gestion agricole à l'Université de la Saskatchewan. Devenu fermier à Gull Lake, il sert comme conseiller municipal au conseil de la municipalité rurale de Carmichael No. 109 (en).
Lors de la création du Parti saskatchewanais par plusieurs membres du caucus progressiste-conservateur en 1999, il siège comme indépendant avant de démissionner la même année.